# Marie Keyrouz
Siostra Marie Keyrouz (pisane również Kairouz, ur. 1963) – śpiewaczka (wykonawczyni muzyki kościołów wschodnich), muzykolożka, antropolożka i siostra zakonna.
Urodziła się w Dajr al-Ahmar, w Libanie, w pobliżu starożytnego miasta Baalbek. Wychowana jako maronitka, po wstąpieniu do zgromadzenia zakonnego Sióstr Bazylianek Soarytek, złożyła śluby w greckokatolickim Kościele melchickim.
Mając wielorakie zainteresowania podjęła studia na kilku kierunkach równocześnie, uzyskując w 1991 doktorat z muzykologii i antropologii na paryskiej Sorbonie, studiowała też w Uniwersytecie Świętego Józefa w Bejrucie i klasyczną muzykę orientalną (śpiew) na Université Saint-Esprit de Kaslik, również w Libanie. Interesowała się m.in. pieśniami wschodnich („orientalnych”) Kościołów. W wyniku jej długotrwałych poszukiwań powstał zbiór pieśni, które zachowały się w jedynie starych rękopisach greckich, syryjskich czy arabskich albo nawet tylko w przekazie ustnym.
Jej pierwsza płyta z pieśniami: Chant byzantin (1989) była dużym zaskoczeniem, nie tylko z uwagi na specyficzny repertuar (połączenie liturgii chrześcijańskiej z improwizowanym arabskim śpiewem i arabskim językiem), ale i na niepowszednie możliwości głosowe wykonawczyni. Kolejne jej albumy zawierały pieśni maronickie, melchickie, chorały ambrozjańskie czy gregoriańskie. Podczas nagrań towarzyszy jej najczęściej niewielka grupa arabskich muzyków z prowadzonego przez nią zespołu L'Ensemble de la Paix.
Jest założycielką-prezeską Instytutu Muzyki Sakralnej (L'Instituit International de Chant Sacré) w Paryżu, promując badania nad dawnymi pieśniami sakralnymi. Jest także autorką książek.

## Dyskografia
- 1989 Chant byzantin – Passion et Résurrection, Harmonia Mundi
- 1989 Chant traditionnel maronite, Harmonia Mundi
- 1994 Chants sacrés de l'Orient (tradition melchite), Harmonia Mundi
- 1996 Cantiques de l'Orient, Harmonia Mundi
- 1999 Chants sacrés d'Orient et d'Occident, Virgin Classics
- 2001 Psaumes pour le 3ème millénaire, Virgin Classics
- 2003 Hymns to Hope (Hymnes à l'espérance), Univerkey Productions
- 2008 La Passion dans les Églises Orientales, Univerkey Productions